# アンドレアス・シュタイアー
アンドレアス・シュタイアー（Andreas Staier, 1955年9月13日 - ）は、ゲッティンゲン出身のドイツのチェンバロ奏者・フォルテピアノ奏者。
ハノーファー音楽大学にてクルト・バウアーとエリカ・ハーゼにピアノを、ラヨシュ・ロヴァトカイにチェンバロを師事。卒業後にアムステルダムでトン・コープマンにも師事する。1983年から1986年まで、ムジカ・アンティクヮ・ケルンの一員として室内楽演奏に勤しむ。1986年からレ・ザデューの客演フォルテピアノ奏者として、室内楽演奏やリートの伴奏者として活躍を始める。1987年から1996年までバーゼル・スコラ・カントルムのチェンバロ講師を務めた。
独奏者として、コンチェルト・ケルンやフライブルク・バロックオーケストラ、ベルリン古楽アカデミー、パリ・シャンゼリゼ管弦楽団といった古楽器オーケストラのほか、クリストフ・プレガルディエン、アンナー・ビルスマ、ファビオ・ビオンディらと共演を続けている。録音数は数多く、バロック音楽から、初期ロマン派音楽に至るまでのチェンバロ曲やピアノ曲（いずれも協奏曲を含む）、室内楽曲、歌曲の録音がある。2002年にはドイツ・レコード批評家賞を獲得した。
イザベル・ファウストが独奏を務めるモーツァルトのヴァイオリン協奏曲全集アルバム（2016年、ハルモニア・ムンディ）では、カデンツァの作曲をしている。